# Monasterio de San Hilarión
El Monasterio de San Hilarión, ubicado en el yacimiento arqueológico de Tell Umm Amer, es un antiguo monasterio cristiano cerca de Deir al-Balah, en la Franja de Gaza, Palestina.
Las ruinas de San Hilarión/Tell Umm Amer, que datan del siglo IV, representan uno de los primeros emplazamientos monásticos de Oriente Próximo, y fue la primera comunidad monástica de Tierra Santa. La ubicación privilegiada del monasterio en la encrucijada de las principales rutas comerciales entre Asia y África facilitó que tuviera un papel destacado como centro de intercambio religioso, cultural y económico durante el periodo bizantino.

## Historia y arqueología
El monasterio fue fundado alrededor de 340 por Hilarión, un anacoreta natural de la región de Gaza y, junto con Caritón el Confesor, uno de los padres del monacato palestino. Hilarión se había convertido al cristianismo en Alejandría y luego, inspirado por San Antonio, se hizo ermitaño primero en Egipto y luego en su región natal. Fundó entonces una ermita cerca de su pueblo natal, Thabatha, y ya cuando tenía sesenta y tres años, esa ermita se había convertido en un gran monasterio que atraía a muchos visitantes.
Los restos del monasterio de San Hilarión abarcan más de cuatro siglos de construcciones, desde el periodo tardorromano hasta el omeya, y se caracterizan por cinco iglesias sucesivas, complejos de baños y santuarios, mosaicos geométricos y una amplia cripta. Como la ermita probablemente constaba de pequeñas celdas de ermitaños, según la tradición de San Antonio construidas con ladrillos de barro y material perecedero, sus restos no se han conservado. El monasterio fue abandonado después de un terremoto en el siglo VII y redescubierto por arqueólogos locales en 1999. Según la tradición local y las anotaciones de los viajeros occidentales del siglo XIX, la sala de oración del monasterio de San Hilarión se encuentra bajo la actual mezquita de al-Khidr. El explorador francés Victor Guérin señaló que dos columnas de mármol de la mezquita posiblemente formaban parte de un monasterio de la época bizantina.

## Situación actual
Según el Ministerio de Turismo de Gaza, en 2016 el monasterio de San Hilarión necesitaba urgentemente unas reformas que ayudasen a su conservación. Los esfuerzos actuales de preservación se ven severamente limitados por las guerras en la región, así como por escasez de materiales y equipos necesarios para la excavación debido al bloqueo de la Franja de Gaza. El yacimiento fue incluido en la lista World Monuments Watch de 2012, una lista de la ONG estadounidense World Monuments Fund que señala los monumentos en riesgo de desaparición. También fue clasificado como "rescate necesario" por la Global Heritage Network.
En diciembre de 2023, la Unesco concedió al monasterio una «protección reforzada provisional». En enero de 2024, Al Jazeera informó de que el monasterio era uno de los 195 sitios del patrimonio cultural palestino que habían sido dañados o destruidos por Israel desde el comienzo de la guerra. En julio de 2024, el monasterio fue incluido en la Lista del Patrimonio de la Humanidad en Peligro de la Unesco.

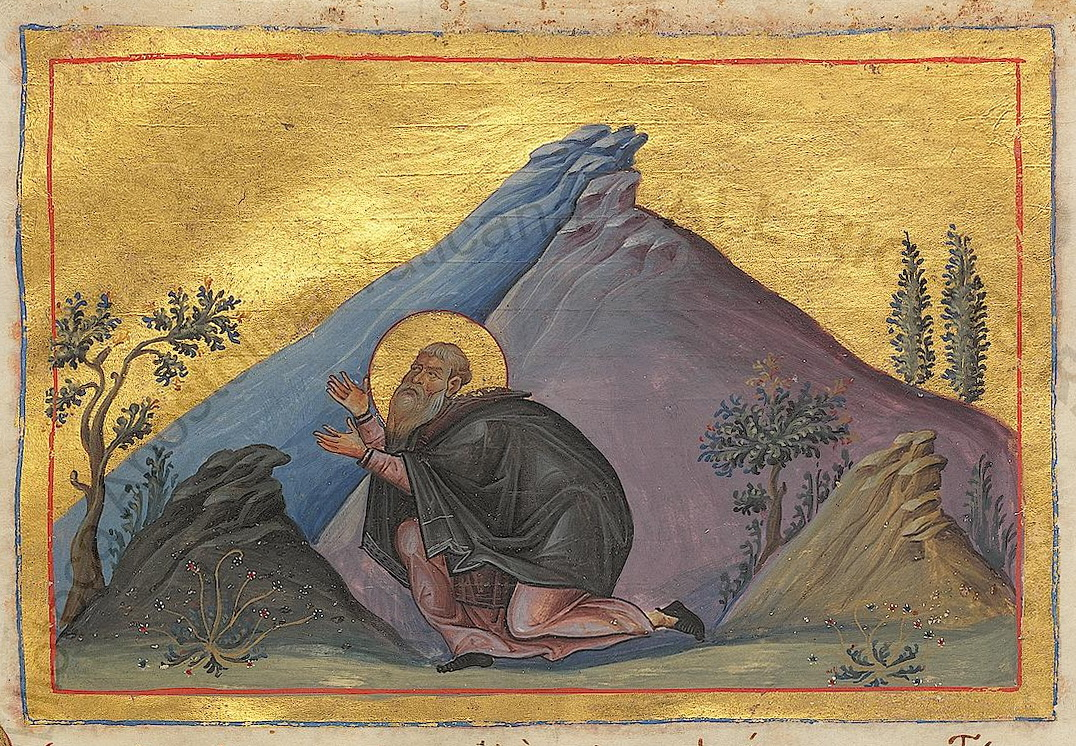
San Hilarión
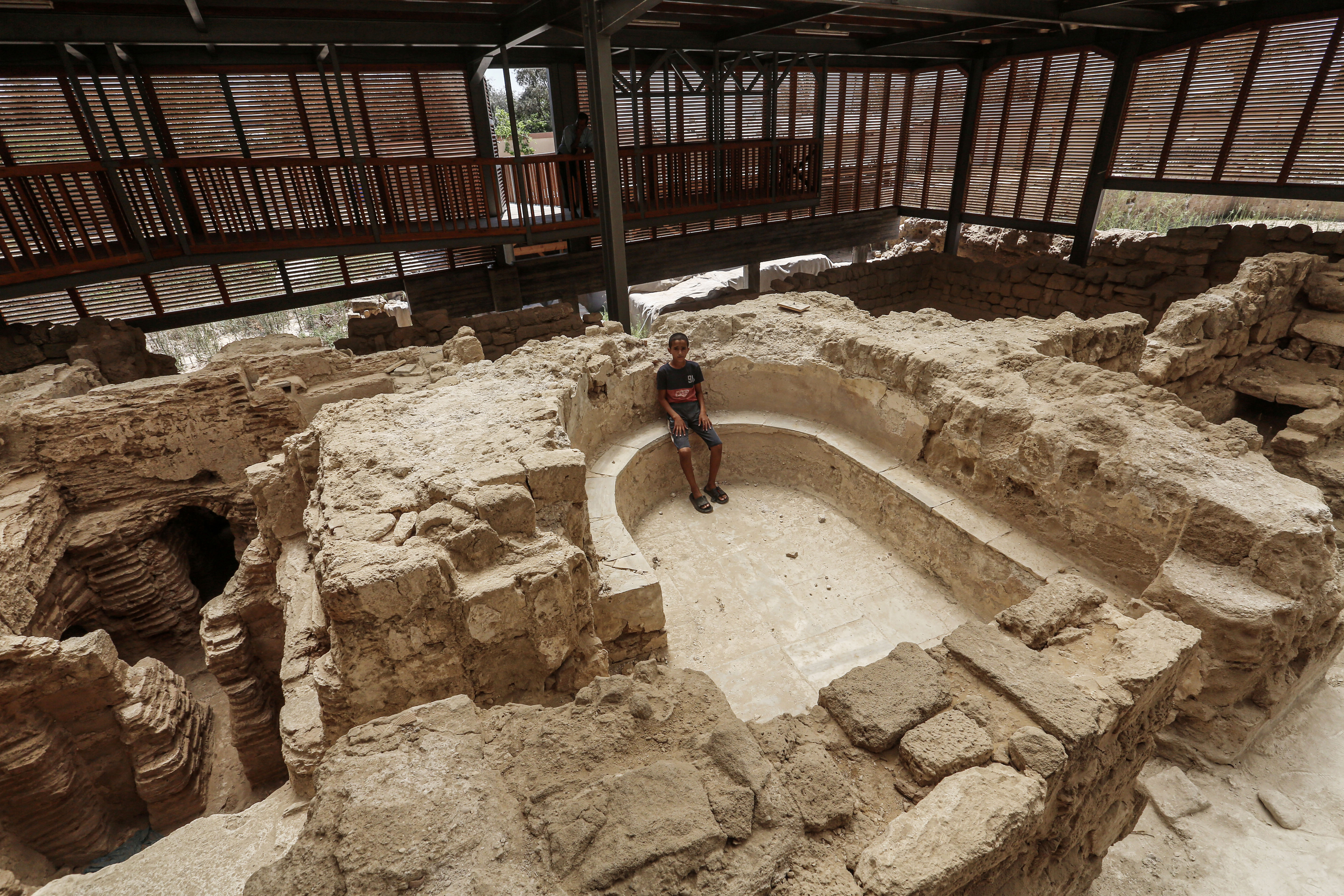
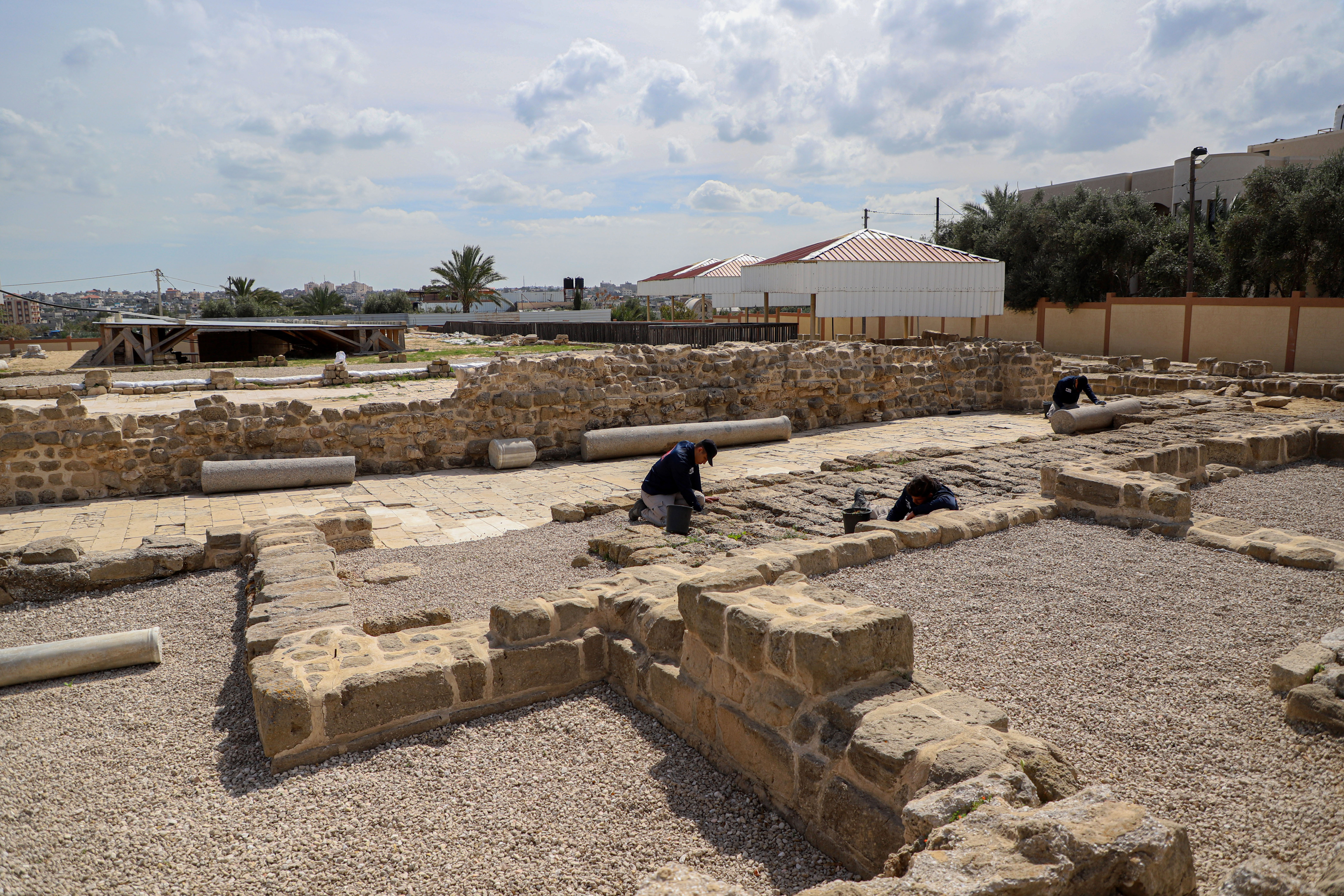